# コメツブツメクサ
コメツブツメクサ（米粒詰草、学名: Trifolium dubium）はシャジクソウ属の1年草。道端や河原などに生える雑草。
和名は、シロツメクサに似ているが全体に小さいことに由来する。コゴメツメクサ（小米詰草）、キバナツメクサ（黄花詰草）ともいう。
往々にしてコメツブウマゴヤシと間違われる。

## 形態・生態
葉は、3出複葉で、小葉の先がくぼむ。大きさは最大40cmになる。
花は、黄色の蝶形花が数個 - 20個集まる。受粉後も花弁が残る。
果実（豆果）は、枯れた花弁に包まれる。

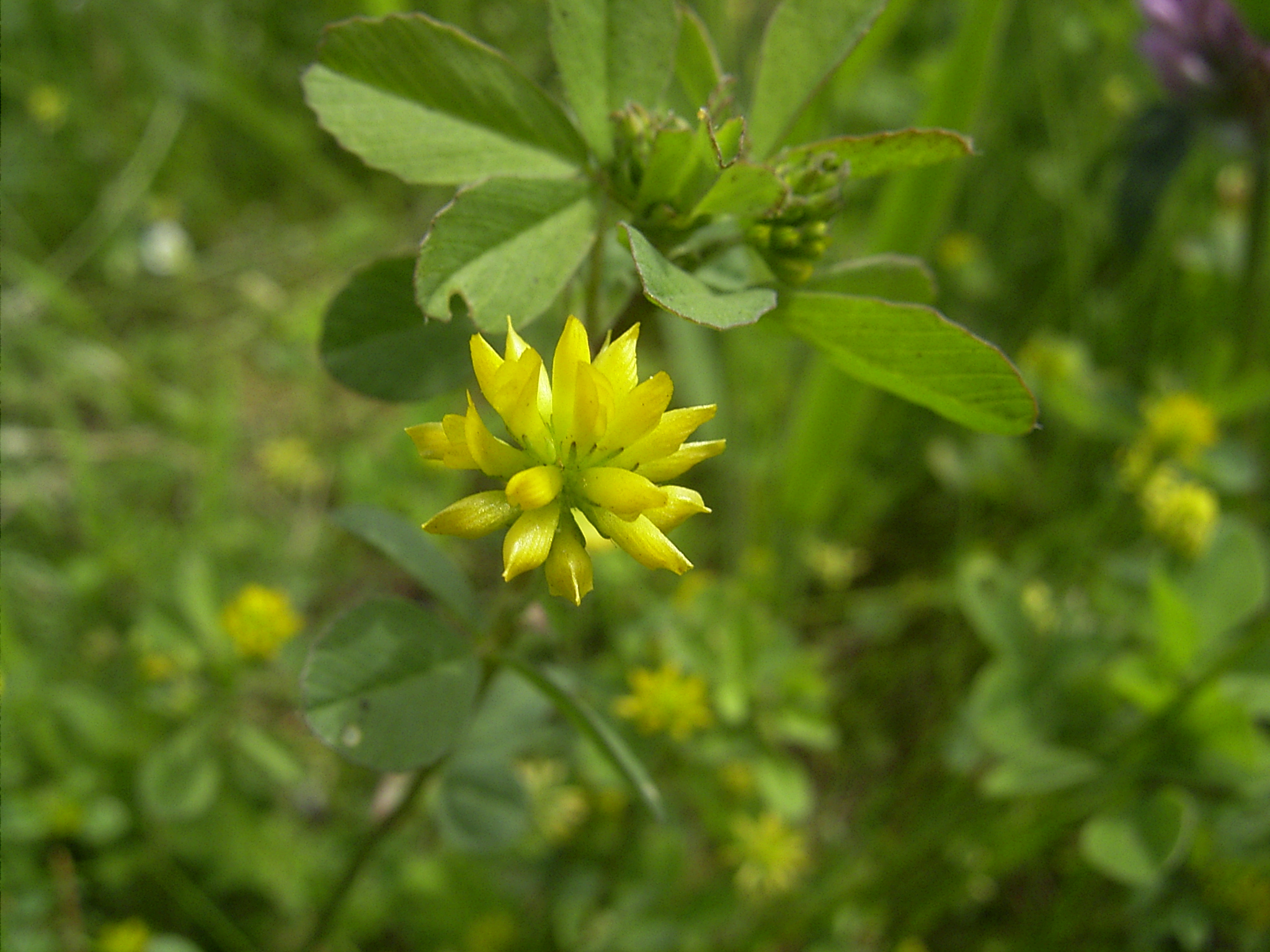
花
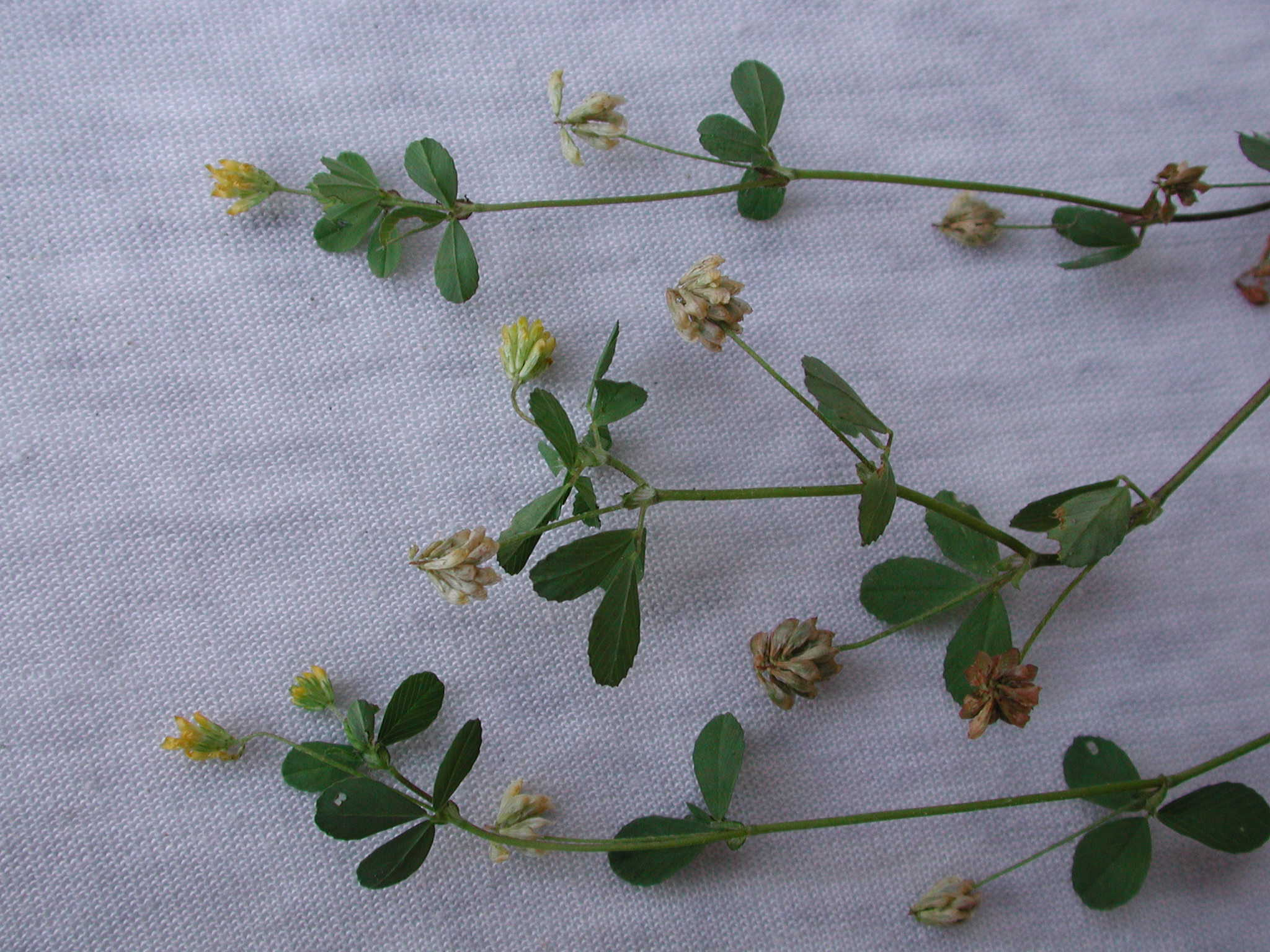
果実

## 分布・生育地
ヨーロッパ - 西アジア原産で、日本では1930年代に確認された帰化植物。

## 花言葉
花言葉は「お米を食べましょう」と「小さな恋人」である。